# Paul Woenne
Paul Woenne (* 29. September 1880 in Gotha; † 12. September 1952 in Solingen) war ein deutscher Kunstgewerbelehrer.

## Leben

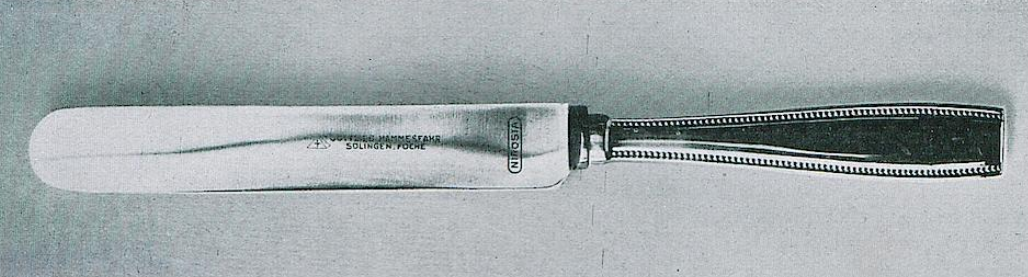
Für Hammesfahr entworfenes Tafelmesser (1927)

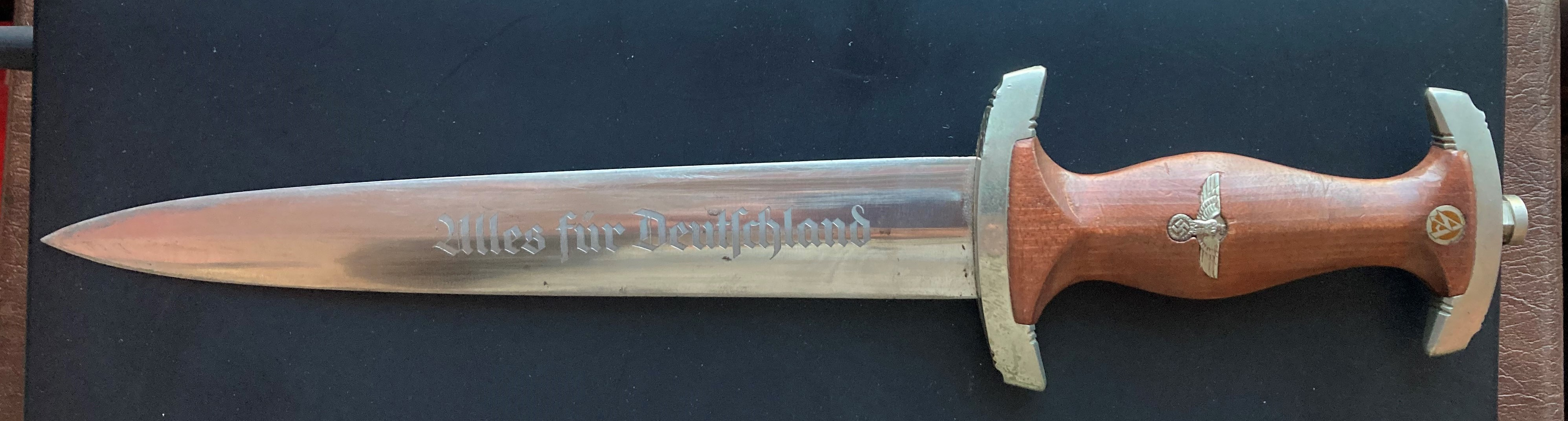
Für die SA entworfener Dolch (1933)

Paul Woenne entstammt einer Handwerkerfamilie aus Gotha. Von 1896 bis 1900 durchlief er, der den Lithografen Alois Senefelder verehrte, selbst eine Ausbildung in diesem Beruf. Anschließend war er in seiner Heimatstadt als Volontär in der Lithographischen Kunstanstalt Carl Hellfahrt tätig. Von 1902 bis 1907 besuchte er die Handwerks- und Kunstgewerbeschule in Barmen, studierte Lithografie bei Hugo Steiner-Prag und Ernst Bornemann und wurde schließlich selbst für ein Jahr Lehrer an dieser Schule.
Zum 1. April 1908 wechselte Woenne als Kunstgewerbelehrer für Zeichnen und Entwurf an die Fachschule für Metallgestaltung in Solingen, wo er über 40 Jahre lang lehren sollte. 1922 wurde ihm der Titel eines Professors verliehen. 1933 entwarf er im Auftrag von Adolf Hitler den SA-Dienstdolch. Dieser war einer Schweizer Dolchform aus dem 16. Jahrhundert nachempfunden, der auf dem Gemälde Die Gesandten von Hans Holbein dem Jüngeren zu sehen ist. Seine Arbeiten kennzeichnete Woenne mit einem Schwert, gekrönt von einem „W“.
1939 leitete er Entwurf und Herstellung des aufwändigen Einbandes des Goldenen Buches der Stadt Solingen, das seit dem Zweiten Weltkrieg verschollen war. Erst im Jahr 2012 wurde es in einem Militaria-Katalog angeboten und damit wiederentdeckt. Das Buch konnte jedoch zunächst nicht von der Stadt erworben werden, weil der Verkäufer es zurückzog. Doch ein späterer Besitzer meldete sich und übergab den prächtigen Band im Sommer 2022 persönlich an das Stadtarchiv Solingen.
Seine große Aufgabe sah Woenne, der Mitglied des Deutschen Werkbunds war, darin, die Schneidwarenindustrie in Solingen zu moderner und materialgerechter Formgebung zu führen, die die althergebrachten Rokoko- und Barockformen ersetzen sollten. Die von ihm ausgewählten Objekte wurden erfolgreich auf der Gewerbeschau 1922 in München, der Jahrtausendfeier der Rheinlande 1925 in Köln, der Reichsausstellung Schaffendes Volk 1937 in Düsseldorf sowie 1937 auf der Weltfachausstellung in Paris ausgestellt und vielfach prämiert. Zudem erreichte er die Aufnahme Solinger Produkte in den Katalog „Deutsche Warenkunde“, in das nur vorbildliche und technisch einwandfreie industrielle Erzeugnisse aufgenommen wurden.
Auf Woennes Initiative wurde die Mustersammlung der Fachschule zum Klingenmuseum, dem Vorläufer des Deutschen Klingenmuseums, ausgebaut. Er persönlich kümmerte sich, auch nach seiner Pensionierung, um Zukauf und Pflege der Exponate. Zudem war er Vertrauensmann des Germanischen Nationalmuseums für den Solinger Bezirk und betreute weitere Sammlungen, wie die Gemäldesammlung von Robert Engels.
Unter Woennes Schülern befanden sich der Besteck-Designer Carl Pott, die Kölner Malerin Olga Blumenberg, die Solinger Künstler Alfred Eugen Hackländer, Lies Ketterer, August Preusse, Ernst Höpp und Willi Deutzmann sowie der Maler und Graphiker Willy Schürmann. 1919 gehörte Woenne zu den Mitbegründern des Solinger Künstlerbundes.
1951 wurde Paul Woenne zum Ehrenmitglied des Bergischen Geschichtsvereins ernannt, zusammen mit Franz Kurek und Hermann Lüer.
1981 übergab die Fachschule Woennes Nachlass an das Solinger Stadtarchiv, der auf Stadtbücherei, Klingenmuseum und Stadtarchiv verteilt wurde. Im Deutschen Klingenmuseum ist eine Büste von Paul Woenne zu sehen, die von der Künstlerin Gertrud Kortenbach geschaffen wurde.

## Publikationen
- mit Wilhelm Pötter und Walter Krefting (Hrsg.): Lehrgang für Lithographen. Zum Gebrauch an Fach- und Fortbildungsschulen. Halle/Saale 1909
- Stud.Rat Horn, Paul Woenne: Das Handwerk in der Solinger Stahlwaren-Industrie, in: Die Form ; 2(1927), S. 348–355
- Titel und Druckanordnung zu: Matthias Rudolf Vollmar: Die Vereinigung der fünf Städte im Solinger Industrie-Bezirk. Hrsg. u. Bearb. im Auftrag der Stadtverwaltung Solingen. Selbstverlag der Stadt Solingen, Solingen 1927
- mit Franz Kurek (Hrsg.): Die Fachschule für die Stahlwaren-Industrie in Solingen. Aus Anlass des 25-jährigen Bestehens der Schule. Solingen 1930